# Bajenovita
La bajenovita (en anglès, i com a terme aprovat per l'IMA: bazhenovite) és un mineral de la classe dels sulfurs. Va ser anomenada en honor d'Alfred Gueórguievitx Bajénov, geoquímic i petròleg, i la seva esposa, Liudmila Fiódorovna Bajénova, química analítica.

## Característiques
La bajenovita és un sulfur de fórmula química Ca₈S₅(S₂O₃)(OH)₁₂·20H₂O. Cristal·litza en el sistema monoclínic en cristalls en forma de fulla o placa, de fins a 5 mm, que mostren {110}, {011}, {101} i {111}, aplanats en {010}, allargats al llarg de [001]; també en agregats, de fins a 1 cm. La seva duresa a l'escala de Mohs és 2.
Segons la classificació de Nickel-Strunz, la bajenovita pertany a «02.FD - Sulfurs d'arsènic amb O, OH, H₂O» juntament amb els següents minerals: quermesita, viaeneïta, erdita, coyoteïta, haapalaïta, val·leriïta, yushkinita, tochilinita, wilhelmramsayita i vyalsovita.

## Formació i jaciments
La bajenovita es troba entre els productes fosos de residus cremats de mines de carbó. Va ser descoberta a la mina de carbó Korkinskii, a l'óblast de Txeliàbinsk (Rússia). També ha estat descrita a Alemanya, Bèlgica, França i el Regne Unit.